# Cepra
Cepra (biał. Цапра, Capra; ros. Цепра, Cepra) – wieś na Białorusi, w obwodzie mińskim, w rejonie kleckim, w sielsowiecie Czerwona Gwiazda, nad Ceprą.

## Historia
Pod zaborami i w II Rzeczypospolitej wieś i majątek ziemski (folwark). W XIX i w początkach XX w. położona była w Rosji, w guberni mińskiej, w powiecie słuckim.
W dwudziestoleciu międzywojennym leżała w Polsce, w województwie nowogródzkim, w powiecie nieświeskim, w gminie Hrycewicze. W 1921 wieś liczyła 593 mieszkańców, zamieszkałych w 108 budynkach, w tym 578 Polaków i 15 Białorusinów. 563 mieszkańców było wyznania prawosławnego i 30 rzymskokatolickiego. Folwark liczył zaś 144 mieszkańców, zamieszkałych w 6 budynkach, wyłącznie Polaków. 72 mieszkańców było wyznania rzymskokatolickiego i 72 prawosławnego.
Po II wojnie światowej w granicach Związku Sowieckiego. Od 1991 w niepodległej Białorusi.

## Ludzie związani z miejscowością
- Jauhienija Zielankowa – białoruska lekarz i polityk; urodzona w Ceprze